# Umbertide
Umbertide é uma comuna italiana da região da Umbria, província de Perugia, com cerca de 16.607 habitantes. Estende-se por uma área de 200.16 km², tendo uma densidade populacional de 76 hab/km². Faz fronteira com Città di Castello, Cortona (AR), Gubbio, Lisciano Niccone, Magione, Montone, Passignano sul Trasimeno, Perugia, Pietralunga.

## Demografia
| Variação demográfica do município entre 1861 e 2011                               |
|                                                                                   |
| Fonte: Istituto Nazionale di Statistica (ISTAT) - Elaboração gráfica da Wikipedia |